# INTA-100
INTA-100 était une fusée-sonde à deux étages espagnole développée par l'Institut national de technique aérospatiale dans les années 1980 pour la recherche météorologique.
Son développement visait à lancer de petites charges utiles ainsi qu'à préparer le futur programme Capricornio. Le premier lancement d'une maquette a eu lieu le 11 juin 1984, suivi de divers tests jusqu'au lancement en conditions réelles, le 7 avril 1992,.
Elle était capable de transporter une charge utile de 6 kg jusqu'à 115 km de hauteur. Sa masse totale était de 70 kg, pour un diamètre de 10 cm et une longueur de 4 m. La combustion de son moteur principal a duré 42 secondes. Elle utilisait la fusée air-sol INTA S-12 comme premier étage surmonté d'un deuxième étage Urbión. La fusée a été entièrement produite en Espagne et a été utilisée par l'Institut météorologique national.

## Historique des lancements
Au cours de sa carrière, 12 fusées ont été construites et utilisées dans un total de 17 missions (dont 15 avec succès), la plupart pour effectuer divers tests sur la fusée ou sa charge utile.
| Site de lancement | Date de lancement | Code         | Objectif                         | Résultats |
| ----------------- | ----------------- | ------------ | -------------------------------- | --------- |
| El Arenosillo     | 11/06/1984        | INTA MZ-8401 | Test, Zorzal 1, Maquette         | Succès    |
| El Arenosillo     | 12/06/1984        | INTA MZ-8402 | Test, Zorzal 2, Maquette         | Succès    |
| El Arenosillo     | 13/06/1984        | INTA RP-8401 | Lest, Rocío 1                    | Succès    |
| El Arenosillo     | 27/03/1985        | INTA RP-8501 | Lest, Rocío 2                    | Succès    |
| El Arenosillo     | 18/06/1985        | INTA RP-8502 | Lest, Rocío 3                    | Échec     |
| El Arenosillo     | 24/06/1985        | INTA RP-8503 | Lest, Rocío 4                    | Succès    |
| El Arenosillo     | 13/11/1985        | INTA RP-8504 | Lest, Rocío 5                    | Succès    |
| El Arenosillo     | 15/11/1985        | INTA RP-8505 | Paillettes, Rocío 6              | Succès    |
| El Arenosillo     | 17/10/1990        | INTA MZ-9001 | Test, M0, Maquette               | Succès    |
| El Arenosillo     | 21/10/1990        | INTA MZ-9002 | Test, M1, Maquette fonctionnelle | Succès    |
| El Arenosillo     | 22/10/1990        | INTA MZ-9003 | Test, M2, Maquette fonctionnelle | Succès    |
| El Arenosillo     | 18/01/1991        | INTA RP-9101 | Test, Rocío 7, Prototype         | Succès    |
| El Arenosillo     | 18/01/1991        | INTA RP-9102 | Meteo, Rocío 8, Prototype        | Échec     |
| El Arenosillo     | 14/10/1991        | INTA RP-9103 | Test, Rocío 9,                   | Succès    |
| El Arenosillo     | 15/10/1991        | INTA RP-9104 | Test, Rocío 10                   | Succès    |
| El Arenosillo     | 07/04/1992        | INTA RP-9201 | Charge utile technique, Rocío 11 | Succès    |
| El Arenosillo     | 08/04/1992        | INTA RP-9202 | Charge utile technique, Rocío 12 | Succès    |